# Nortt
Nortt — датская группа, играющая в стиле блэк-, фьюнерал-дум-метал, которая была образована в 1995 году в городе Оденсе, Дания Группа была создана единственным участником под псевдонимом Nortt, который является одновременно вокалистом, музыкантом и создателем лирики своей группы. Датой создания группы является осень 1995 года, когда после участия в других группах музыкант решил создать свой сольный проект. Название группы происходит от датского древнего слова «Nott», которое переводится как «Ночь».
Обложки альбомов, тексты песен и идеология группы связаны с тематикой смерти, тьмы и одиночества. На официальном сайте группы есть описание увлечений Nortt: темнота, ночь, нигилизм, одиночество, страдания, человеконенавистничество и смерти.
За свою карьеру Nortt выпустил четыре студийных альбома, один EP, один сплит, один сборник, и три демозаписи.

## История

### Начало — Демо (1995—2000)
Датская группа Nortt была образована вокалистом и музыкантом под псевдонимом Nortt осенью 1995 года в городе Оденсе, Дания, когда после участия в других группах музыкант решил создать свой сольный проект. Стиль своей группы музыкант характеризует как «Pure Depressive Black Funeral Doom Metal» и называет источником своего вдохновения тьму и ночь. Название группы происходит от датского древнего слова «Nott», которое переводится как «Ночь».
Сам Nortt объяснил название группы так:
Древнее северное слово обозначающее «ночь», звучит как «nott». Затем я добавил «r» в порядке его персонализации, а также для его лучшего звучания. Для меня оно означает ночь, и это — и есть причина, по которой я избрал это имя. Я поклоняюсь Тьме и Ночи потому, что это — то время, когда жизнь перестаёт жить. Я нахожу уединение в ночи, и пребывание в одиночестве, в Темноте — одна из моих величайших страстей и источник вдохновения.
Свой творческий путь Nortt начал с записи и выпуска в 1997 году своей первой демозаписи под названием «Nattetale», в которую вошли четыре песни: «Dystert Sind» «Den Sidste Nat» «Intet Lys i Livet» «I Mørket». Демозапись была выпущена в размере 100 копии, другой выпуск этого демо был в размере всего 20 копий. Следующей, второй по счёту демозаписью стала запись под названием «Døden…», которая была выпущена в 1998 году, в которую тоже вошли четыре песни: «Dødens Indtræden», «Døden…», «Intethedens Mørke», «Evig Hvile». Следующей третьей по счёту стала демозапись под названием «Graven», которая вышла в 1999 году, в которую вошли шесть композиций: «Graven — Intro», «Gravfred», «Sørgesalmen», «Sidste Vers», «De Dødes Kor», «Graven — Outro». Демозапись была выпущена тиражом в размере 250 копий. В 2004 году вышло переиздание на CD, выпущенное лейблом Total Holocaust Records.

### Hedengang — Gudsforladt (2000—2003)
После некоторого перерыва в 2002 году на лейбле Sombre Records выходит первое ЕР, под названием «Hedengang», в состав которого вошли снова четыре композиции: «Hedengangen (intro)», «Glemt» «Død og Borte», «Dystert Sind (outro)». Данный ЕР был выпущен тиражом всего в 350 копий. В 2003 году выходит сборник под названием «Mournful Monuments», содержание которого включает в себя композиции с демо «Graven» и композиции с ЕР «Hedengang» плюс ещё две новых композиции.
В 2003 году на лейбле Sombre Records выходит первый полноформатный альбом под названием «Gudsforladt», который был выпущен тиражом всего в 350 копий. В 2004 году альбом был переиздан на CD тиражом 1000 копий c дополнительной композицией под названием «Evig Hvile». В 2004 году также был выпущен сплит совместно с американской блэк-метал-группой Xasthur.

### Ligfærd — Galgenfrist (2005—2007)
Следующим вторым по счёту полноформатным альбомом стал «Ligfærd», который был выпущен 9 ноября 2005 году на лейбле Total Holocaust Records. «Ligfærd» был записан на студии Mournful Monument в 2004—2005 году. Мастеринг произвёл Джей Хассериис и Nortt. Вся музыка и тексты песен написаны и созданы Nortt. Альбом вышел на MC: Possession Productions, на CD: Total Holocaust Records / Red Stream, на Gatefold LP: Cryptia Productions, тиражом 300 копий, Picture LP: Viva Hate Records, тиражом 500 копий.
Следующим третьим по счёту альбомом стал «Galgenfrist», который был выпущен в феврале 2007 года на лейбле Avantgarde Music. Первые 100 копий на CD были выпущены в черных коробках, напечатанных на тяжелом матовом картоне с чёрной хлопковой сумкой и включая картой и плакатом. Чёрный винил был ограничен 600 копиями, белый винил был ограничен 100 копиями.

## Музыкальный стиль и идеология
Музыкальный стиль Nortt, в основном вдохновлен блэк-металом, что проявляется в композиционной структуре песен за счет использования сильно искаженной гитары и корпспэйнта, для дум-метал элементов музыки группы характерно использование гроула. Музыка группы сочетает в себе дум-метал атмосферу, которая достигается путём чередования медленных и глубоких рифов с искаженной гитарой. Помимо этого для группы характерно использование эмбиент мотивов в своей музыке.
Nortt находит вдохновение в своей философии, считая, что монотеистическая религия  всего лишь опора для слабых людей. Nortt считает сатанизм, экзистенциализм, нигилизм, свободу воли и смерть основными  концепциями, лежащими в основе Nortt. О написании песен, музыке самой по себе, он сказал, что его желание в том, чтобы слушатель  имел возможность почувствовать мёртвую атмосферу и депрессию, проникнутся нигилистическими настроениями, приняв то, что жизнь не имеет смысла.

## Текущий состав
- Nortt — все инструменты и вокал

## Дискография

### Студийные альбомы
- Gudsforladt (2004) (содержит ранее выпущенные треки, а также новый материал)
- Ligfærd (2006)
- Galgenfrist (2008)
- Endeligt (2017)
- Dødssang (2025)

### Мини-альбомы
- Hedengang (2002)

### Демо
- Nattetale (1997)
- Døden... (1998)
- Graven (1999)

### Сплит-альбомы
- Nortt / Xasthur (совместно с Xasthur) (2004) (содержит треки из мини-альбома "Hedengangen")

### Сборники
- Mournful Monuments 1998–2002 (2003)

### Интервью
- Interview The Gauntlet (2005)
- Interview Harm Magazine (2004)
- Interview Metal Italia (2004)